# Switchcraft
Pour plus de détails, voir Fiche technique et Distribution.
Switchcraft est un film russe réalisé par Konstantin Bronzit, sorti en 1994.

## Synopsis
Le héros du film se couche, mais un bruissement provenant d'un trou de souris le dérange. Il allume la lumière et installe la souricière. Éteint la lumière. Bruissement. Allume la lumière - la souricière a disparu. Il en installe une nouvelle et l'attache au lit. Éteint la lumière. Bruissement. Il allume la lumière - avec son lit, il se trouvent à l'extérieur de la maison avec un mur brisé. De retour chez lui, le héros installe une nouvelle souricière et y attache le chat. Éteint la lumière. Bruissement. Allume la lumière - la souricière et le chat ont disparu. Après un certain temps, le chat revient complètement heureux. Le héros installe une nouvelle souricière et s'y attache. Le chat éteint la lumière. Bruissement. La lumière s'allume - le héros et la souricière ont disparu. Bientôt, le héros revient et pose une bombe dans la souricière. Éteint la lumière. Le réveil sonne. La lumière s'allume. Le héros est sur son lit, près d'un mur totalement intact - une souricière, un chat et une horloge. Le héros soupire de soulagement et appuie sur le bouton d'alarme. Il y a une explosion.

## Fiche technique
- Titre : Switchcraft
- Réalisation : Konstantin Bronzit
- Scénario : Konstantin Bronzit
- Pays d'origine : Russie
- Format : Couleurs - 1,37:1 - Mono
- Genre : animation, court métrage
- Durée : 9 minutes
- Date de sortie : 1994

## Récompenses et nominations
- Cristal du meilleur court métrage au Festival international du film d'animation d'Annecy
- Nomination aux Nika du meilleur film d'animation